# Bashkia e Këlcyrës
Bashkia e Këlcyrës är en kommun i Albanien.   Den ligger i prefekturen Qarku i Gjirokastrës, i den södra delen av landet, 120 kilometer söder om huvudstaden Tirana.
Trakten runt Bashkia e Këlcyrës består till största delen av jordbruksmark.  Runt Bashkia e Këlcyrës är det ganska glesbefolkat, med 40 invånare per kvadratkilometer.